# Серзеделу (Повуа-де-Ланьозу)
Серзедело (порт. Serzedelo; МФА: [sɨɾ.zɨ.ˈde.ɫu]) — парафія в Португалії, у муніципалітеті Повуа-де-Ланьозу. Розташована в північно-західній частині країни, на теренах історичної португальської провінції Дору-Міню. Входить до складу округу Брага. За адміністративним поділом, чинним до 1976 року, терени парафії були складовою провінції Міню. Належить до Бразької архідіоцезії Католицької церкви. Патрон — святий Петро. Площа — 10,0635 км². Населення — 719 ос. (2011). Слабо урбанізований регіон. Густота населення — 71,45 осіб/км²
. Код — 030924.

## Населення
| Кількість мешканців | Кількість мешканців | Кількість мешканців | Кількість мешканців | Кількість мешканців | Кількість мешканців | Кількість мешканців | Кількість мешканців | Кількість мешканців | Кількість мешканців | Кількість мешканців | Кількість мешканців | Кількість мешканців | Кількість мешканців | Кількість мешканців |
| ------------------- | ------------------- | ------------------- | ------------------- | ------------------- | ------------------- | ------------------- | ------------------- | ------------------- | ------------------- | ------------------- | ------------------- | ------------------- | ------------------- | ------------------- |
| 1864                | 1878                | 1890                | 1900                | 1911                | 1920                | 1930                | 1940                | 1950                | 1960                | 1970                | 1981                | 1991                | 2001                | 2011                |
| 959                 | 1 009               | 875                 | 900                 | 967                 | 989                 | 1 021               | 1 012               | 1 129               | 974                 | 968                 | 962                 | 783                 | 830                 | 723                 |